# Flottiljamiral

Flagga för flottiljamiral i svenska flottan sedan 2001.

Flottiljamiral är en tjänstegrad inom flottan motsvarande brigadgeneral och som internationellt är på nivån OF-6.

## Sverige
Flottiljamiral (förkortning: fljam) ersatte den tidigare graden kommendör av första graden vid utnämningar från och med den 1 juli 2000. Det är en grad som i Sverige enbart används i svenska flottan. Motsvarande tjänstegrad i armén, amfibiekåren och flygvapnet är brigadgeneral. En flottiljamiral kategoriseras som flaggman och är den lägsta amiralsgraden. Vid ceremoniella tillfällen och vid tilltal benämns en flottiljamiral enbart amiral.

### Gradbeteckning efter 2003
På mörkblå axelklaffshylsa bär flottiljamiralen en 45 mm guldgalon m/51 (med eklöv) och en 25 mm silvrig stjärna m/30. På innerkavaj och mässdräkt bärs gradbeteckning på båda ärmar bestående av en 45 mm guldgalon m/51 (utan eklöv) och en ögla av 12,7 mm guldgalon m/51. Mössmärket bärs på skärmmössa och båtmössa och är av modellen för taktiska officerare i flottan. På skärmmössans skärm bär flaggmän även broderade eklöv.

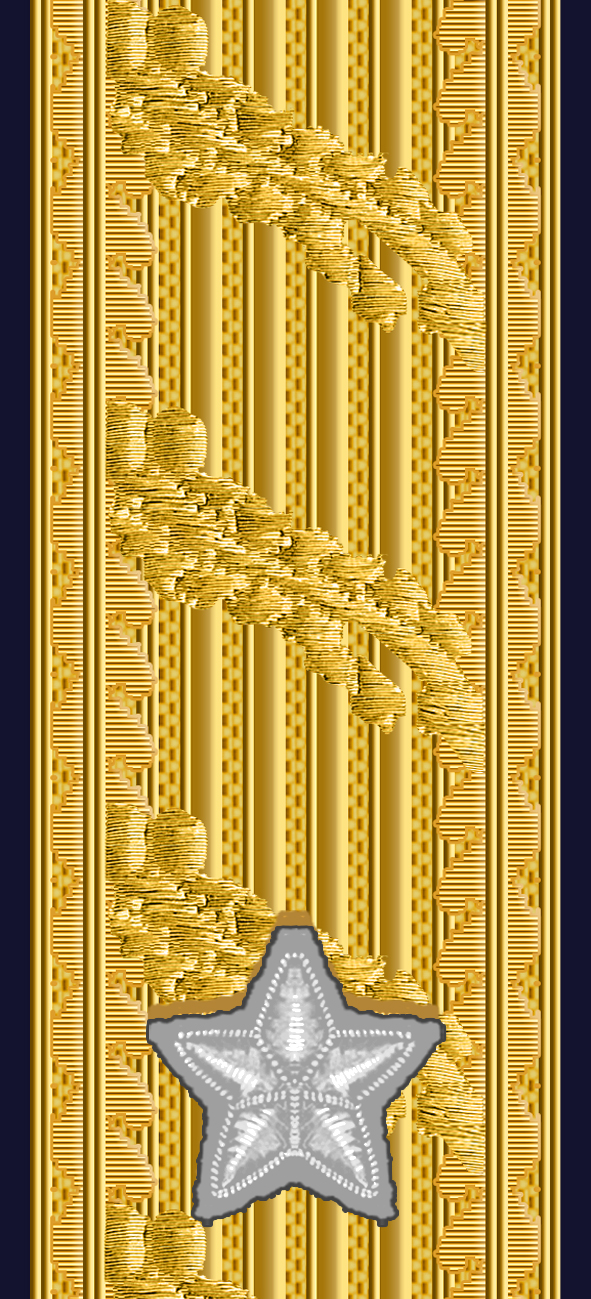
Axelklaffshylsa
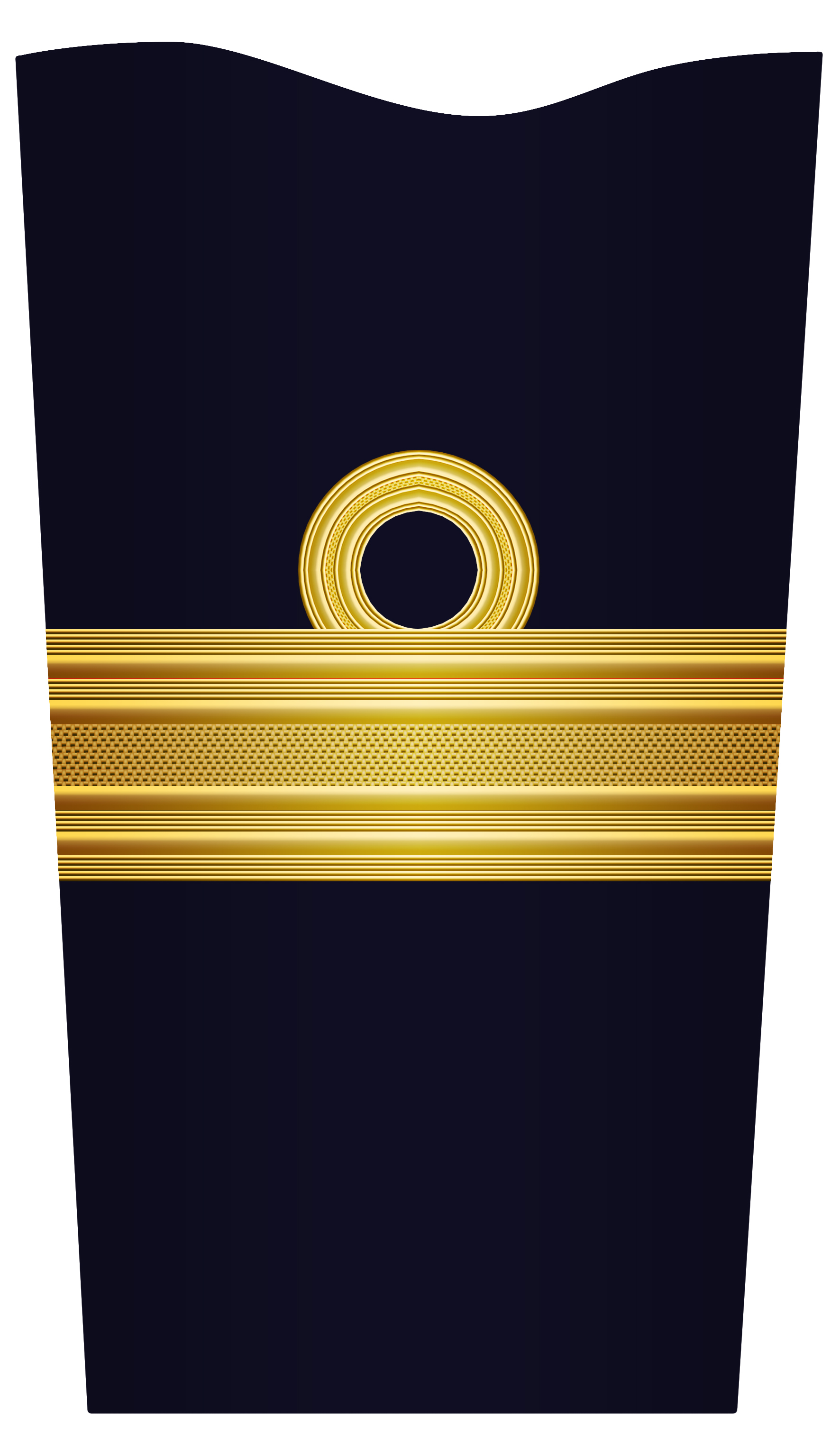
Gradbeteckning på ärm
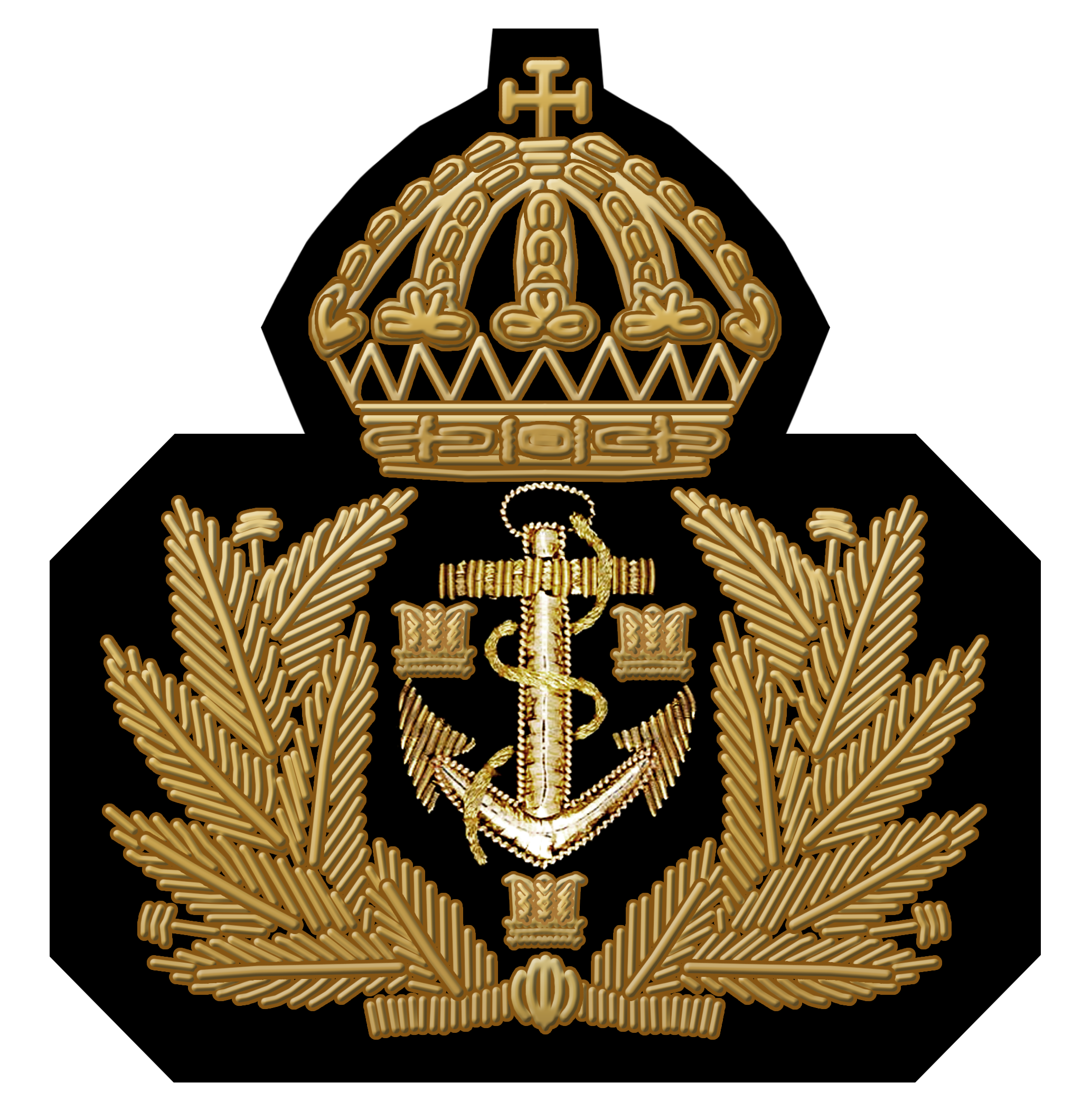
Mössmärke för taktisk officer

### Gradbeteckning 2000-2003
Vid införandet av graden 1 juli 2000 bars samma gradbeteckning som för kommendör av första graden.[källa behövs]

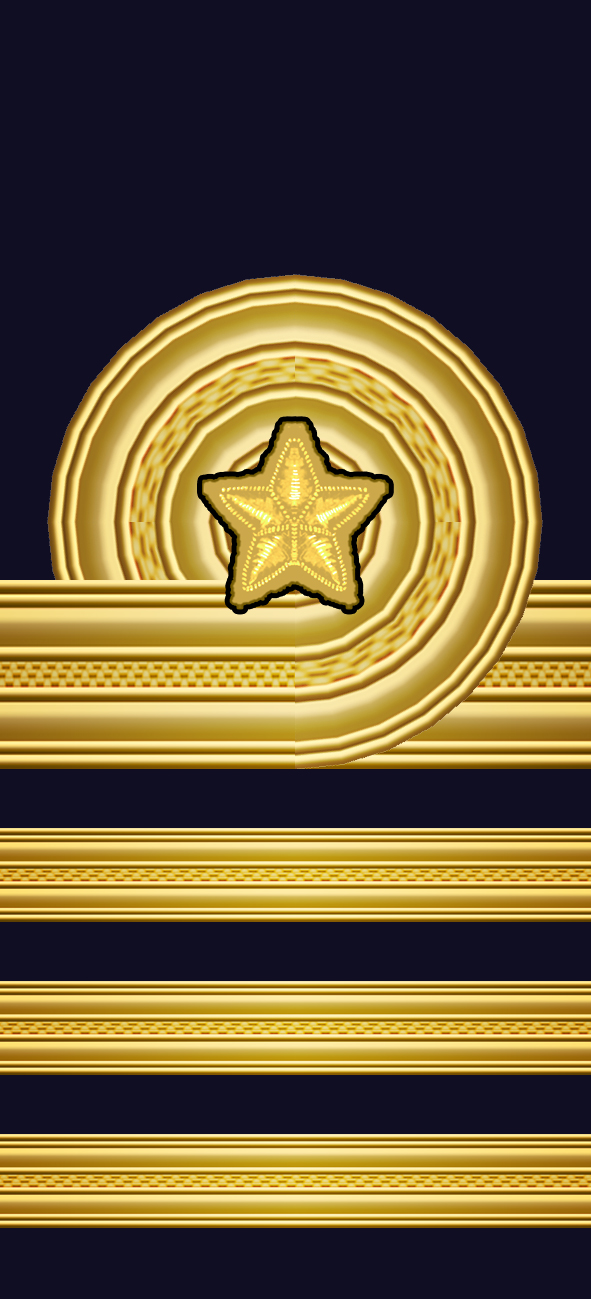
Axelklaffshylsa
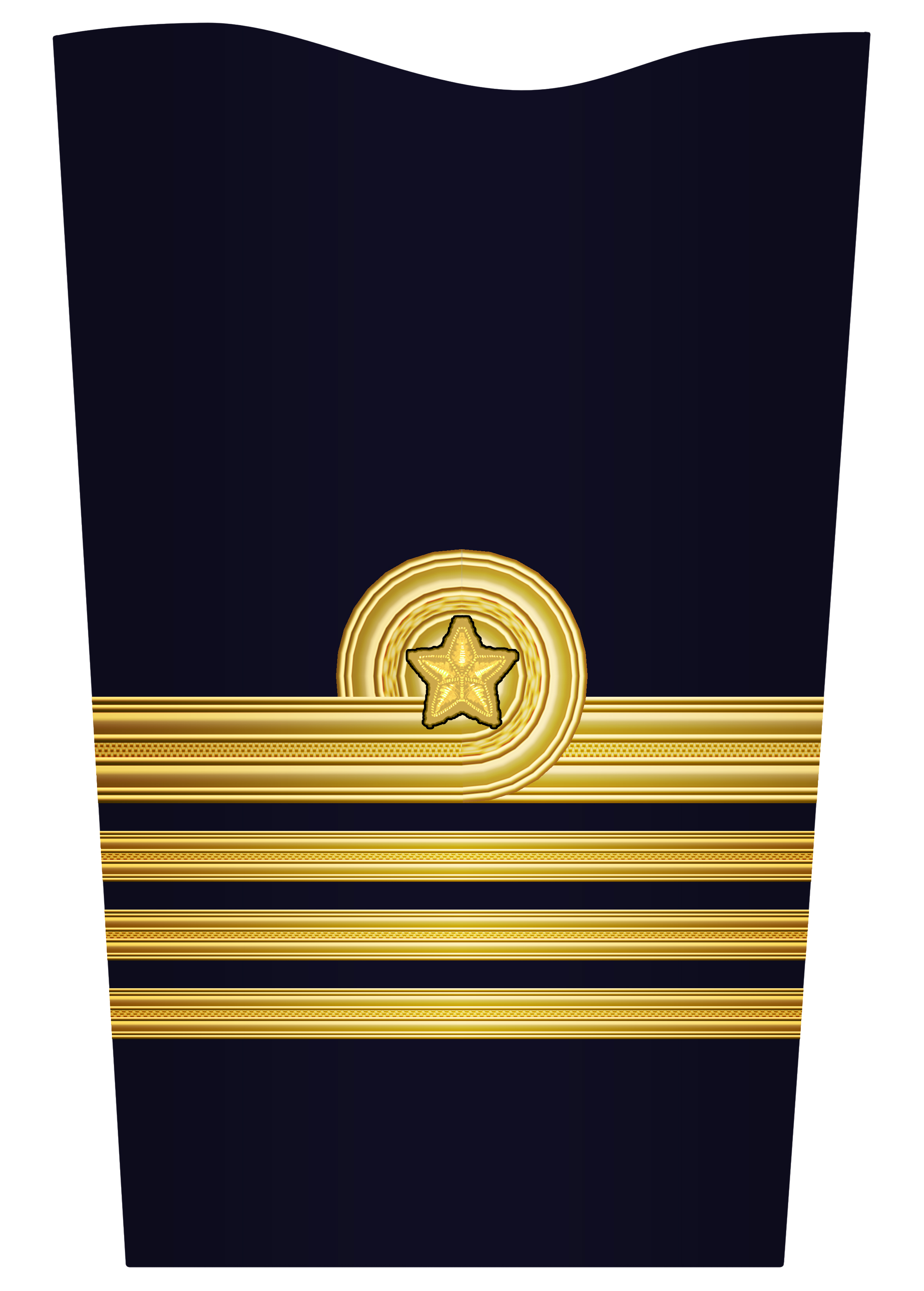
Gradbeteckning på ärm

### Svenska flottiljamiraler
- Ewa Skoog Haslum, 2016, vice rektor vid Försvarshögskolan[2]

## Internationella jämförelser
| OF-6 | Land/Försvarsmakt      | Grad                          | Gradbeteckning |
| ---- | ---------------------- | ----------------------------- | -------------- |
|      | USA:s flotta           | Rear Admiral (lower half)     |                |
|      | Storbritanniens flotta | Commodore                     |                |
|      | Tysklands flotta       | Flottillenadmiral             |                |
|      | Frankrikes flotta      | Contre-amiral                 |                |
|      | Norges marinförsvar    | Flaggkommandør                |                |
|      | Danmarks flotta        | Flotilleadmiral               |                |
|      | Finlands marin         | Lippueamiraali Flottiljamiral |                |